# Pretty Baby (film 1916)
Pretty Baby è un cortometraggio muto del 1916 diretto da Louis Chaudet

## Produzione
Il film fu prodotto dalla Nestor Film Company.

## Distribuzione
Il copyright del film venne registrato il 13 dicembre 1916. Distribuito dall'Universal Film Manufacturing Company, il film - un cortometraggio in una bobina - uscì nelle sale cinematografiche USA il 25 dicembre 1916.